# Goliath Jagdwagen Typ 31
Der Goliath Jagdwagen Typ 31 (LKW 0,25 t gl (4×4), Goliath Typ 31) ist ein in geringer Stückzahl gebauter Geländewagen, mit dem Borgward an einer Ausschreibung für Militärfahrzeuge der Bundeswehr teilnahm. Der Typ bewährte sich nicht und wurde nicht beschafft.

## Entwicklungsgeschichte
Anfang 1953 bat die Dienststelle Koblenz unter Leitung von Staatssekretär Theodor Blank, dem späteren Verteidigungsminister, den Verband der deutschen Kraftfahrzeugindustrie, festzustellen, welche Kraftfahrzeughersteller in der Lage seien, Fahrzeugtypen und Modelle für den militärischen Einsatz zu entwickeln und später zu bauen. Aufgrund dieser Anfrage liefen in der Automobilindustrie verschiedene Projekte zur Entwicklung solcher Kraftfahrzeuge an. Öffentliche Mittel für diese Aufgaben standen anfänglich nicht zur Verfügung. Unter anderem sollte in der kleinen Klasse (1/4 t) ein leichtes, geländegängiges Kübelfahrzeug als Ersatz für das im Zweiten Weltkrieg genutzte Motorrad mit Beiwagen für militärische Zwecke entwickelt werden. Zusammen mit anderen deutschen Herstellern bewarb sich Borgward um das Projekt in dieser Nutzlastklasse.
Bereits im Juli 1954 wurde ein Prototyp bei einer vergleichenden Erprobung auf Westerland vorgestellt.
Dieser offene Kübelwagen mit Holzspriegelverdeck hatte einen längs eingebauten wassergekühlten Zweizylinder-Zweitaktmotor mit Benzindirekteinspritzung aus dem Goliath GP 900 E. Der Motor leistete 40 PS bzw. 29 kW. Die Höchstgeschwindigkeit des Wagens lag bei 90 km/h. Das Getriebe erinnerte sehr an das des Konkurrenten DKW Munga von der Auto Union GmbH. Der Prototyp hatte Frontantrieb mit zuschaltbarem Hinterradantrieb. Auffällig waren der geringe Böschungswinkel und der Kühler hinter dem Motor.
Bei einer weiteren Vorstellung im Dezember 1954 wurde von einer leicht erhöhten Motorleistung von ca. 45 PS (33 kW) ausgegangen. Im Januar 1955 fand die erste vergleichende Erprobung aller Geländewagen in Bonn statt, bei der Borgward mit einem Wagen in Stahlblechausführung und zwei Fahrzeugen mit einer Aluminiumkarosserie vertreten war. Diese Fahrzeuge waren mit 5-Loch-Rädern der Dimension 5.00 F × 16 und Reifen der Größe 6.00 × 16 Extra M ausgestattet.
Mit zuschaltbarem Hinterradantrieb und extrem kurz ausgelegtem ersten Gang eines vollsynchronisierten 5-Gang-Getriebes ohne Reduktionsgetriebe sollte der Goliath Typ 31 die erforderliche Geländegängigkeit erreichen. Ein Verteilerdifferential war nicht vorgesehen. Die Vorderräder waren an unteren Dreieckslenkern und einer oberen Querblattfeder aufgehängt und wurden mit einer Zahnstangenlenkung gelenkt. Hinten war eine Starrachse an Blattfedern eingebaut. Die Steigfähigkeit war mit 60 % angegeben. Der Typ 31 hatte 235 mm Bodenfreiheit und eine Watfähigkeit von 500 mm. Die Karosserie des Wagens war auf einem Leiterrahmen aufgebaut; sie war offen, hatte keine Türen, aber ein Verdeck. Die Zuladung des Fahrzeugs betrug 450 Kilogramm. Der erste Prototyp von 1954 hatte eine einteilige Frontscheibe, wannenförmige „Kübelsitze“ (vergl.: Kübelwagen), Winker und zwei Sicken an den Flanken.
Sowohl bei der vergleichenden Vorführung im Januar 1955 als auch bei weiteren Vorführungen überzeugte der Goliath-Geländewagen nicht. Er blieb mehrmals im Testgelände stecken, verlor Teile seiner Auspuffanlage im Gelände und war durch die äußerst geringe Bodenfreiheit stark gegenüber seinen Konkurrenten behindert.
Für die vergleichende Erprobung bei der Bundesgrenzschutzschule in Lübeck hatte Goliath nachgearbeitet, die Bodenfreiheit wesentlich erhöht und die Karosserie verbreitert. Trotz alledem konnte dieser Wagen nicht überzeugen. Scharniergelenkbrüche der Achsen traten im Gelände häufiger auf, Getriebeschäden ergaben sich im Rahmen der Vorführung, die Lenkradschaltung erwies sich als völlig unzweckmäßig. Erhebliche Mängel zeigte der Goliath gegenüber dem Munga der Auto Union GmbH. Auch in der zweiten Lübecker Erprobung im Herbst 1955 überzeugte der Munga erheblich mehr.
Am 20. Januar 1956 lieferte Goliath mit erheblicher Verspätung zwölf verbesserte Musterfahrzeuge, die wegen Zeitablauf kaum noch am Vergleichstest teilnehmen konnten. Diese Fahrzeuge hatten eine verstärkte Karosserie, Blinker als Fahrtrichtungsanzeiger und Scheinwerferschutzgitter. Technische Defekte sorgten für zahlreiche Ausfälle. Ferner sollen die Fahrzeuge bei Geländefahrten immer wieder aufgesetzt haben.
Ein Goliath-Fahrzeug wurde vom DKW-Geländewagen abgeschleppt. Im  Erfahrungsbericht der Lehrtruppe Andernach wurden die Mängel des Goliath aufgelistet. Ohne Zweifel schnitt der Auto-Union-Geländewagen auch hier wiederum erheblich besser ab. Geringe Versuchs- und Erprobungsphasen und viele Mängel standen den bis dahin geringsten Entwicklungskosten (Frühjahr 1956) gegenüber.
In der gemeinsamen Sitzung des Verteidigungsausschusses und des Haushaltsausschusses im Mai 1956 wurde festgelegt, weitere Erprobungen der drei Fabrikate durchzuführen. Es wurden Aufträge an die Auto Union GmbH über 5000 Einheiten und über je 50 Stück an Porsche und Goliath vergeben. Wie auch der Jagdwagen des Mitbewerbers Porsche wurde der Typ 31 nur für Erprobungsversuche beschafft, während die Auto Union GmbH in der Entwicklungszeit ihr Modell bei ausländischen Streitkräften präsentierte und auch in den Nachbarländern Exportfahrzeuge anbot. Die Auto Union GmbH war erheblich agiler. Die Bundeswehr erhielt insgesamt 50 Einheiten von diesem Typ; mithin waren nach dem Andernacher Test noch 38 Fahrzeuge nachzuliefern.
Er galt im Gegensatz zum 1957 nachgereichten Goliath Typ 34 als technisch unausgereift, und wegen des fehlenden Zentraldifferenzials war der Antriebsstrang Verspannungen ausgesetzt, so dass bei den Truppenversuchen die Zähne von Teller- und Kegelrad der Hinterachse brachen. Statt des Typs 31 wurde das Munga-Modell der Auto Union GmbH für die Bundeswehr ausgewählt.
Der inzwischen erheblich verbesserte Typ 34 mit Viertaktmotor wurde in der Karosserievariante mit 2000 mm Radstand im April 1958 der Bundeswehr zu Erprobungszwecken zur Verfügung gestellt. Bereits nach 600 km musste der Wagen wegen eines Motorschadens stillgelegt werden; eine Ventilfeder war gebrochen. Das Fahrzeug mit der Fahrgestellnummer 34.0100 01 hatte dann am 10. Mai 1958 einen Unfall in der Erprobungsphase und musste beim Herstellerwerk instand gesetzt werden. Danach wurde der Test nicht fortgeführt.
Die insgesamt beschafften 50 Goliath-Geländewagen blieben bis zur Aussonderung bei der Truppe.

## Produktionszahlen
Gesamtproduktion 95 Fahrzeuge Typ 31 und Typ 34 von 1956 bis 1960
| Jahr | 1956 | 1957 | 1958 | 1959 | 1960 | Summe |
| ---- | ---- | ---- | ---- | ---- | ---- | ----- |
|      | 15   | 20   | 52   | 7    | 1    | 95    |

Davon sind 30 Fahrzeuge vom Typ 31 und 65 Fahrzeuge vom Typ 34.